# István Rakovszky

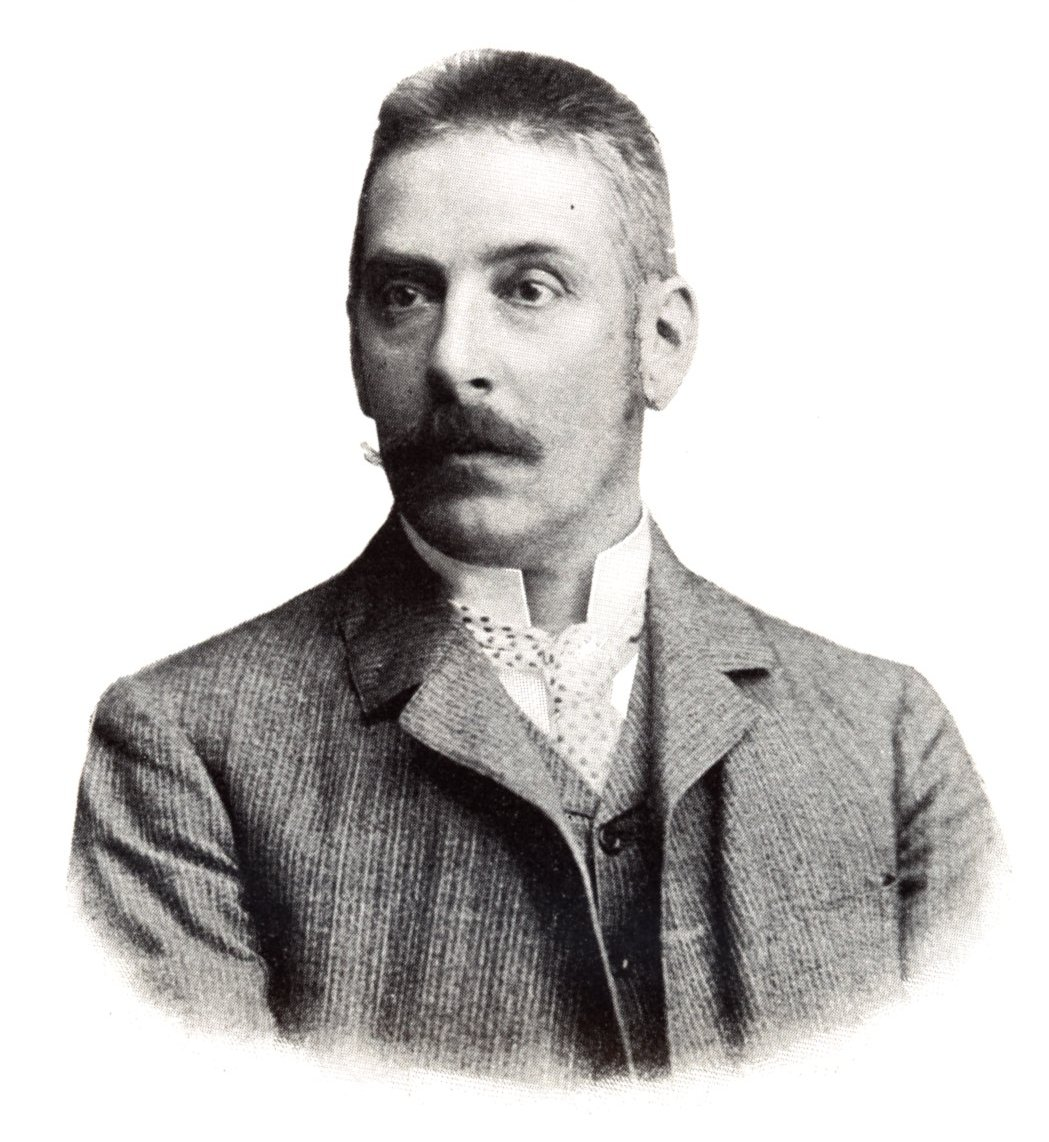
István Rakovszky, 1909

István Rakovszky von Nagyrakó und Nagyselmecz (* 18. Juni 1858 in Wien; † 12. August 1931 in Budapest) war ein ungarischer Politiker und Präsident der Nationalversammlung.

## Leben
Rakovszky trat nach dem Jurastudium in das Militär ein, musste dieses jedoch wenig später krankheitsbedingt wieder verlassen und begab sich zur Genesung nach Venedig. Nach seiner Heimkehr auf sein Gut in Nagyselmec im Komitat Liptó nahm er an der Gründung der Katholischen Volkspartei (Katolikus Néppárt) teil und war von 1896 bis 1918 Reichstagsabgeordneter für den Wahlbezirk Csorna im Komitat Sopron. Von 1906 bis 1909 war er Vizepräsident des Abgeordnetenhauses und kämpfte später im Ersten Weltkrieg an der russischen und italienischen Front. 1920 wurde er Präsident der neugegründeten Nationalversammlung (nemzetgyűlés) und Abgeordneter der Stadt Veszprém. Bei den gescheiterten Restaurationsversuchen König Karls IV. im April und im Oktober 1921 stellte sich Rakovszky an die Seite Karls und wäre in dem vom Monarchen ernannten Kabinett Ministerpräsident Ungarns geworden. Im Zuge dessen wurde er interniert, kam jedoch bereits 1922 wieder frei. Von 1922 bis 1927 war er für den Wahlkreis Szécsény erneut Abgeordneter der Nationalversammlung.